# Lyons (Wisconsin)
Lyons es un pueblo ubicado en el condado de Walworth en el estado estadounidense de Wisconsin. En el Censo de 2010 tenía una población de 3.698 habitantes y una densidad poblacional de 41,25 personas por km².

## Geografía
Lyons se encuentra ubicado en las coordenadas 42°36′58″N 88°22′2″O / 42.61611, -88.36722. Según la Oficina del Censo de los Estados Unidos, Lyons tiene una superficie total de 89.66 km², de la cual 88.94 km² corresponden a tierra firme y (0.8%) 0.71 km² es agua.

## Demografía
Según el censo de 2010, había 3.698 personas residiendo en Lyons. La densidad de población era de 41,25 hab./km². De los 3.698 habitantes, Lyons estaba compuesto por el 95.84% blancos, el 0.3% eran afroamericanos, el 0.27% eran amerindios, el 0.62% eran asiáticos, el 0% eran isleños del Pacífico, el 1.89% eran de otras razas y el 1.08% pertenecían a dos o más razas. Del total de la población el 4.33% eran hispanos o latinos de cualquier raza.